# 매봉산 (강원)
매봉산(鷹峰山)은 대한민국 강원특별자치도 태백시 삼수동에 있는 산으로 높이는 1,303m이다. 백두대간이 지나며 낙동정맥의 시점이다. 태백시 함백산 자락의 천의봉(天儀峯)으로 알려져 있지만 흔히 매봉산으로 부르고 있다. 영남의 낙동정맥을 따라 산을 거슬러 올라와 황지로 접어들면 북쪽에 가장 높이 솟은 산이 바로 매봉산으로 알려져 있고 삼척시 하장면 쪽에서 물줄기를 거슬러 올라오면 제일 높은 산도 매봉산으로 알려져 있다.

## 위치
매봉산은 북쪽으로 금대봉·비단봉·천의봉, 동쪽으로 태백시와 백병산·면산·묘봉으로 이어진 낙동정맥이다. 옛날부터 삼척시 하장면 쪽에서 물줄기를 거슬러 올라오면 제일 높게 보이는 산이어서 흔히 낙동강의 발원지로 알려졌다. 남쪽으로 중함백산, 서쪽으로 백운산·두위봉 등이 보이고 백두대간 종주코스의 한 구간을 이룬다.

## 전해오는 이야기
매봉산은 대한민국내에 수없이 많다. 강원도내에서도 여러개의 매봉산이 존재하고 있다. 다르게 부르던 봉우리들이 바라볼 수록 매같은 형상을 보여 붙여진 이름들이다. 이곳의 매봉산도 원래 '하늘 봉우리'라는 의미로 붙여진 함백산 자락의 천의봉였지만 낙동강의 발원지로도 흔히 알려져 있다.
낙동강의 발원지에 관해서는 강원도 태백시 황지동에 있는 황지연못을 비롯하여 태백시 함백산 자락의 이곳 천의봉 북동쪽 계곡의 너덜샘, 너덜샘 아래쪽의 용소(龍沼), 태백산 장군봉 아래의 용정(龍井)이라는 주장이 있는데, 태백시에서는 혼란을 막기위해 황지연못만을 발원지로 인정하고 있다.
『태백의 지명유래』에 의하면 매봉산의 남쪽 자락, 연일 정씨 묘에서 바라보면 매처럼 보인다고 하여 매봉으로 불렀다는 기록이 있다. 풍수에서 닭이 알을 품을 때 독수리가 명당을 노려보고 있어야 한다는 풍수 때문에 매봉으로 하였다는 얘기다. 정씨 집성촌으로 알려져 있어 매봉이라는 지명이 붙였을 것으로 보인다.
대한민국에서 최고의 긴 강(506.17 km)으로 알려져 있는 낙동강의 최상류 지역으로, 이곳 사투리로 '수아밭' 또는 '수화전'이라 불렸던 밭이 있었는데 수아밭이란 수전(水田) 즉 현재의 논을 의미하고, 수화전(水禾田) 역시 벼 ‘화(禾)’자를 들어간 논을 뜻한다. 옛날 이 지역에 풀로 지은 초막(草幕)이라는 촌락과 전나무 군락지였던 전나무배기라 불리는 곳 사이에 넓은 땅이 있었고, 그곳에 논 12마지기가 있어 언제부터인지 자연스럽게 붙여진 이름이라고 전해진다. 또한 화전(火田) 농사를 많이 하여 화전(火田)이라 하였다가 이곳 지역에 꽃이 많았던 관계로 한자가 ‘花田’으로 하였다가 다시 ‘禾田’으로 변한 것이라는 얘기도 있다.

## 볼거리
매봉산은 천연보호림으로 지정되어 있어 오래된 주목이 수백그루가 자생하고 있다. 특히 함백산 금대봉과 은대봉, 천의봉에는 과거에 황장목(黃腸木, 왕실에서 건축으로 사용하던 소나무)이 많이 자라 경복궁 중수 때 벌목되었다 하며, 엄나무정 부근에는 가을철 두 달가량 삼(麻)시장이 열려 각지에서 삼을 사러 몰려들었다고 알려져 있다.

## 산행 코스
산행은 두문동재에서 남쪽으로 대간길을 따라 올라가 정상에 이른 뒤 화전버스종점으로 하산하는 데까지 4시간이 걸리며, 두문동재 터널 입구에서 시작하는 경우에는 1시간이 더 걸린다. 정상에서 내려오는 길 아래로는 죽령터널에 이어 한국에서 두 번째로 긴 정암터널(4,505m)이 지나간다.
낙동강의 원류 발생지는 이곳에서 가까운 천의봉의 동쪽계곡에 자리한 너덜계곡으로 공식 인정되었지만, 은대봉의 은대샘에서 태백시 화전동쪽으로 흘러내리는 황지천(黃池川)이라고 보는 견해도 있다.
산자락에는 태백광업소와 한국 기차역 중 제일 높은 곳(855m)에 위치한 추전역이 있다. 부근에 정암사, 용연동굴이 있다. 이곳은 눈이 많아 한겨울에는 제설이 안 될 때가 있으므로 산행은 준비를 철저히 하여 가볍게 걷는 게 안전하다. 정상에 서면 백두대간이 그림처럼 펼쳐지고 멀리 동해바다 해돋이도 한눈에 펼쳐진다.

## 같이 보기
- 한국의 산
- 백두대간
- 낙동정맥
- 함백산
- 금대봉
- 태백산
- 대덕산
- 두타산
- 청옥산